# Subulispora minima
Subulispora minima är en svampart som beskrevs av P.M. Kirk 1981. Subulispora minima ingår i släktet Subulispora, divisionen sporsäcksvampar och riket svampar.   Inga underarter finns listade i Catalogue of Life.